# 메추라기도요
메추라기도요(영어: sharp-tailed sandpiper, 학명: Calidris acuminata)는 도요목 도요과에 속하는 나그네새이다.

## 생김새
부리가 약간 아래로 향하고 기저부가 녹황색이다.

### 여름깃
몸윗면이 적갈색이고 머리 위에 검은 줄무늬가 있다. 가슴 줄무늬는 배까지 이어지고 옆구리 무늬는 V자 형이다.

### 겨울깃
몸윗면에 있는 적갈색이 거의 사라지고 V자 형 무늬도 약해진다.

## 서식지
주로 무논, 습지에서 서식한다. 시베리아 북동부에서 번식하고 뉴기니, 오스트레일리아, 뉴질랜드에서 월동한다.